# قره ترپاق
قره ترپاق، روستایی از توابع بخش مرکزی شهرستان اشتهارد در استان البرز ایران میباشد .

## جمعیت
این روستا در دهستان ایپک قرار دارد و براساس سرشماری مرکز آمار ایران در سال 1395، جمعیت آن 800نفر (۱۱۴خانوار) بوده‌است.